# Setophaga townsendi
La reinita de Townsend (Setophaga townsendi), también denominada chipe negriamarillo cachetioscuro, chipe de Townsend y reinita bicolor, es una especie de ave paseriforme de la familia de los parúlidos. Es un ave migratoria que anida en el noroeste de América del Norte y pasa el invierno en la costa este de los Estados Unidos, México y Centroamérica.
Fue nombrado en honor del ornitólogo estadounidense John Kirk Townsend (1809-1851).

## Descripción
Los adultos miden 11 o 12 cm. El macho es de cara amarilla con negro: hay una máscara negra que se extiende desde la zona de los lores hasta la zona auricular, con una pequeña media luna amarilla debajo del ojo. Esta máscara está delimitada con amarillo. La corona, la nuca, la garganta y la parte superior del pecho son negros. La espalda es olivácea con rayas oscuras. Las alas y la cola son pardo-oliváceas oscuras, con dos barras blancas en cada ala y algunas manchas blancas en la cola; las plumas cobertoras superiores de la cola son grises. La parte inferior del pecho es amarilla, con rayas negras en los flancos. El vientre y las plumas cobertoras inferiores de la cola son blancas.
La hembra es de coloración más opaca. El patrón facial es similar al del macho pero con verde oliva en vez de negro, y la garganta y parte superior del pecho amarillos. Hay un tenue barrado en los costados.
Los individuos juveniles son similares a las hembras adultas.

## Distribución
Su área de anidada comprende el sur y oriente de Alaska, el occidente de Canadá (Columbia Británica), y los estados del noroeste de Estados Unidos (Washington, Oregón, Idaho, Montana),. Su área de invernada cubre la zona costera desde el norte de Washington hasta el norte de Baja California (México), partes de Arizona, y las zonas serranas de México y América Central hasta Costa Rica.

## Hábitat
Su hábitat son bosques de coníferas, bosques de pino-encino y bosques de encino, en zonas montañosas de elevaciones medianas a altas. También en chaparrales con madroños y en matorrales durante la invernada.
Se alimenta de insectos que caza en vuelo o busca entre el follaje; también de orugas. Puede formar grupos alimenticios con otras especies.
Puede entrecruzarse ocasionalmente con el chipe negriamarillo occidental (Dendroica occidentalis), especie con una distribución muy similar.